# Šmarješke Toplice
Šmarješke Toplice so središče občine Šmarješke Toplice. Naselje je znano predvsem po Termah Šmarješke Toplice.